# Secundus (filozófus)
Secundus (1. század) görög filozófus
Athéni szofista. Családi neve Plinius. Apja ácsmester volt, innen kapta a 'Cövek' [Epi/ouroj  ], gúnynevet. A szofista Herodes tanítója volt. Szónoklatokat írt.